# Boris Kniaseff
Pour les articles homonymes, voir Kniazev.
Boris Kniaseff, en russe : Борис Алексеевич Князев, est un danseur, maître de ballet et pédagogue français d'origine russe né à Saint-Pétersbourg le 1er juillet 1900 et mort à Paris 13e le 6 octobre 1975. Kniaseff n'est pas son nom d'origine, il demanda l'autorisation à Arkady Kniazeff, le mari de la danseuse Nina Vyroubova, de lui emprunter son nom en changeant une lettre.
Formé à la danse dans sa ville natale, il émigre en 1917, d'abord à Sofia, puis à Paris en 1924. Il danse dans les compagnies du colonel de Basil, de Bronislava Nijinska et aux Ballets des Champs-Élysées. Il réalise quelques projets avec Serge Lifar.
Maître de ballet à l'Opéra-Comique de 1932 à 1934, il ouvre une école de danse en 1937 qui comptera notamment parmi ses élèves Yvette Chauviré et Ludmila Tcherina. À la fin de la guerre il partira rejoindre la poétesse et mécène Susana Soca à Montevideo. En 1948 il donnera de cours dans son studio près de l'Ateneo, de sa méthode de barre au sol. Il retrouvera d'autres danseurs d'origine russe exilés en Uruguay. Il travaillera notamment en Argentine, au Brésil et au Chili. À son retour en Europe il enseignera également en Suisse, dans son école de Lausanne, en Italie, en Grèce et en Argentine.
En Russie il avait épousé la prima ballerina Olga Spessivtseva.
Son travail le plus remarquable est l'enseignement de la technique de la barre à terre ou barre au sol. Il a eu de nombreux élèves comme Zizi Jeanmaire, Roland Petit, Dianna Asprogeraka, Jacqueline Fynnaert, Christine Teyssier, Joseph Ruiz.  